# راديو النجاح
راديو النجاح أو إذاعة النجاح (Success Radio أو Annaja7 Radio) هو شبكة إعلامية وراديو مجتمعي تدريبي على الإنترنت يبث الأخبار المجتمعية والأغاني البديلة والمستقلة والبرامج الخفيفة والمتنوعة باللغة العربية، ويعد من أوائل المؤسسات العربية في استخدام التدوين الصوتي (podcast) ويوجد مقره في الأردن منذ تأسيسه عام 2013م، كما يوجد له عدد من المكاتب والمقرات في كل من المغرب وتونس والعراق والسودان، ويعد من أبرز الإذاعات المجتمعية والتدريبية في العالم العربي، وتم من خلاله تأسيس مصطلح إذاعات منظمات المجتمع المدني.
جاء إنشاؤه بهدف النشر والترويج لثقافة النجاح والإزدهار في العالم العربي، وتأسس بمبادرة من مركز حكاية لتنمية المجتمع المدني وشبكة نجاح 21 وبقيادة الإعلامي عبيدة فرج الله، ويعرف الراديو نفسه على أنه راديو مجتمعي يؤسِّس لخطابٍ إعلامي يعزِّز الأبعاد الاجتماعيَّة ومتطلّبات الحاضنة الاجتماعيَّة لحركات التغيير والتحوّلات الديمقراطيَّة، يُسهِم في خلق فضاء ثقافي حرّ ومبدع لنقاش قضايا التجديد والإصلاح في المجتمعات العربيَّة، ويعمل على تحقيق رؤية إنسانيَّة منفتحة على آفاق العلم والمعرفة ومكتسبات الحضارة الإنسانيَّة، وخلق خطاب إعلامي يؤمن بأهليَّة الإنسان وقدرته على إدارة حياته ومجتمعاته متخطّياً الوصايات الإيديولوجيَّة.
من أبرز ما يميز راديو النجاح بأنه يتيح المجال أمام الشباب لإيجاد منبر يبثُّ من خلاله أفكاره ومبادراته التي يعبِّر فيها عن ذاته في إطار التنمية الديمقراطيَّة وتعزيز الحريّات.
كما يصف نفسه بأنه راديو شبابي يعمل على إشراك الشباب في إعادة تجديد وتشكيل الفضاء الثقافي، إذ انَّ راديو النجاح إذاعة شبابيَّة بامتياز؛ حيث تبلغ أعمار فريق العمل والمتطوّعين فيه ما بين (15-35) عاما، كما يتيح الراديو المساحة الإعلاميَّة الكافية لكل مكوّنات المجتمع للتعبير عن أنفسهم، وإيصال رسالة الاعتدال والتغيير والإصلاح التي تمثِّل طموحاتهم ومستقبلهم. بالإضافة إلى أنه راديو تدريبي يفتح المجال أمام الشباب العربي للحصول على فرص تدريبيَّة حقيقيَّة، تساعدهم على خوض تجربة مهنيَّة جادَّة تسهم في رفع كفاءتهم للحصول على فرص عمل في المؤسَّسات الإعلاميَّة المختلفة.

## رؤية الراديو
المنبر الأول والرائد في نشر ثقافة النجاح بين الشباب العربي.

## رسالة الراديو
منبر يساهم في نشر ثقافة النجاح والازدهار والتمكين الاجتماعي والديموقراطي ليؤثِّر على السلوك الجماعي للشباب والمجتمعات العربيَّة.

## وسائط البث
- من خلال الموقع الإلكتروني للراديو.
- من خلال تطبيقات الهواتف الذكية المتوفرة على جوجل بلاي ومتجر أبل.[3]

## يعمل على[4]
- تشكيل نواة مجتمع يكون النجاح فيه ثقافة، ويتمّ العمل على نشرها من خلال التواصل فيها بين أعضاء هذا المجتمع والشباب بشكلٍ عام.
- تأسيس ثقافة تمكين الفرد وإعادة الاعتبار لحريّته وحقوقه عبر تكريس استقلاليَّة الذهن، علميته ومتانته.
- التمكين الديمقراطي عند الشباب من خلال تضمين ثقافة الديمقراطيَّة في خطابه.
- إيجاد منبر حرّ يتيح للشباب التواصل من خلاله متجاوزين كل العوائق وحدود المكان.
- جسر الهوّة بين النخبوي والتغيير الاجتماعي.
- خلق وتطوير مناخ سليم، وفعّال، ومستدام للنقاش والحوار بين الشباب، وخلق فرص للإبداع والابتكار، حول القيمة الفعليَّة لنشاطات الراديو وبرامجه.

## فريق العمل
يعتمد راديو النجاح بشكل أساسي على المتطوعين والمتدربين لديه، كما أنه يعتمد آلية التوظيف من الداخل بحيث أن كافة موظفيه من الشابات والشباب الذين تطوعوا وتدربوا لديه، ويرأس تحرير الراديو الإعلامي عبيدة فرج الله.